# That Lady
Singles de Isley Brothers
It's Too Late
(1973) What It Comes Down To
(1973)
Clip vidéo
[vidéo] « That Lady, Pts. 1 & 2 », sur YouTube
That Lady est une chanson du groupe vocal masculin noir américain Les Isley Brothers.
Ils l'ont pour la première fois enregistrée et sortie en single (sous le titre Who's That Lady) en 1964.
En 1973, ils l'ont réenregistrée dans une version différente.
Publiée en single sous le label T-Neck Records en juillet 1973, la chanson a atteint la 6e place du Hot 100 du magazine musical américain Billboard, passant en tout 20 semaines dans le chart. Elle sera aussi incluse dans le onzième album des Isley Brothers, 3 + 3, qui sortira en août de la même année.
En 2004, Rolling Stone a classé cette chanson, dans la version des Isley Brothers de 1973, 348e sur sa liste des « 500 plus grandes chansons de tous les temps » (en 2010, le magazine rock américain a mis à jour sa liste, maintenant la chanson est 357e).

## Composition
La chanson est écrite par les Isley Brothers.